# Crystal Bowersox
Crystal Lynn Bowersox (nascida em 4 de agosto de 1985) é uma cantora, compositora e atriz americana, que ficou em segundo lugar na nona temporada do reality show de competição musical American Idol. Ela foi a primeira mulher finalista em três anos.
O primeiro álbum de Crystal, Farmer's Daughter , foi lançado em 14 de dezembro de 2010 pela Jive Records. Crystal lançou seu segundo álbum, All That for This, em 26 de março de 2013. Ela interpretou Patsy Cline no musical da Broadway Always, Patsy Cline, no outono de 2013.

## Infância e juventude
Crystal e seu irmão gêmeo fraterno, Carl, nasceram em Elliston, Ohio.
Ela frequentou a Oak Harbor High School em Oak Harbor, Ohio, e depois a Toledo School for the Arts em Toledo, Ohio. Ela participou do coral e tocou flauta na banda da escola. Crystal se apresentou profissionalmente pela primeira vez aos 10 anos. Ela tocava em bares locais em Toledo, como o ‘’Papa's Tavern’’, e ‘’The Village Idiot’’ em Maumee, Ohio. Aos 17 anos, mudou-se para Chicago, à procura de oportunidades. Ela tocava em estações de trem e em bares, nas noites de microfone aberto. Ela tocava bastante na vizinhança de Lakeview. Em 2006, o Departamento de Chicago de Assuntos Culturais escolheu Crystal para representar os músicos de folk de Chicago no programa Sister Cities, Experience Chicago, em Birmingham, England. Em 2007, Crystal viajou internacionalmente numa pequena turnê independente, passando por Memphis, Tennessee, Oaxaca, Mexico,  Ankara e Istanbul, Turkey.

## American Idol
Crystal fez o teste para participar do American Idol em Chicago, Illinois, cantando "Piece of My Heart." A jurada convidada Shania Twain comentou que ela tinha um “talento bruto e natural”.
Em 2 de março de 2010, Crystal foi hospitalizada em decorrência de complicações relacionadas à diabetes tipo 1, forçando o reality a fazer mudanças na sua programação para que ela tivesse tempo de se recuperar. Crystal confirmou sua doença no programa do dia 19 de maio de 2010, durante uma entrevista com o apresentador Ryan Seacrest. Os homens cantaram naquele dia, no lugar das mulheres. Ela cantou no dia seguinte e impressionou os jurados.
Na semana seguinte, sua ótima apresentação fez Simon Cowell dizer, "Nesse momento, você é quem todos devem superar."
Após a eliminação de Siobhan Magnus no Top 6 do American Idol, Crystal tornou-se a última mulher na competição.
Crystal foi a primeira mulher a chegar à final desde a vitória de Jordin Sparks, em 2007. Ela também foi a primeira candidata na história do American Idol a ter uma de suas músicas originais tocadas no programa. A canção original de Crystal, "Holy Toledo", foi tocada no programa do dia 19 de maio, resultado do Top 3, como música de fundo no seu vídeo de volta-à-casa.
Durante sua permanência no Idol, Crystal namorou Tony Kusian, mas o casal terminou horas antes da final do programa.
No último dia de performances, no último comentário de Simon Cowell no American Idol, ele chamou de “espetacular” e “de longe, a melhor apresentação e música da noite” a performance de Crystal da música "Up to the Mountain".
Em 26 de maio de 2010, foi anunciado que Crystal ficara em segundo lugar, e Lee DeWyze em primeiro. Ela anunciou que depois de sua passagem pelo Idol', ela quer trazer conscientização para a diabetes tipo 1.
Crystal foi a terceira candidata do Idol, atrás de Clay Aiken e David Archuleta, a nunca ficar entre os menos votados.

### Performances
| Episódio             | Tema                       | Música escolhida                             | Artista original               | Ordem# | Resultado     |
| -------------------- | -------------------------- | -------------------------------------------- | ------------------------------ | ------ | ------------- |
| Audição              | Escolha do candidato       | "Piece of My Heart"                          | Erma Franklin                  | N/A    | Avançou       |
| Semana de Hollywood  | Primeiro Solo              | "(You Make Me Feel Like) A Natural Woman"    | Aretha Franklin                | N/A    | Avançou       |
| Semana de Hollywood  | Fase de Grupos             | "Get Ready"                                  | The Temptations                | N/A    | Avançou       |
| Semana de Hollywood  | Segundo Solo               | "If It Makes You Happy"                      | Sheryl Crow                    | N/A    | Avançou       |
| Top 24 (12 Mulheres) | Billboard Hot 100 Hits     | "Hand in My Pocket"                          | Alanis Morissette              | 11     | Salva         |
| Top 20 (10 Mulheres) | Billboard Hot 100 Hits     | "Long as I Can See the Light"                | Creedence Clearwater Revival   | 1      | Salva         |
| Top 16 (8 Mulheres)  | Billboard Hot 100 Hits     | "Give Me One Reason"                         | Tracy Chapman                  | 7      | Salva         |
| Top 12               | The Rolling Stones         | "You Can't Always Get What You Want"         | The Rolling Stones             | 12     | Salva         |
| Top 11               | Hits Número 1 da Billboard | "Me and Bobby McGee"                         | Roger Miller                   | 5      | Salva         |
| Top 10               | R&B/Soul                   | "Midnight Train to Georgia"                  | Cissy Houston                  | 9      | Salva         |
| Top 9                | Lennon–McCartney           | "Come Together"                              | The Beatles                    | 5      | Salva         |
| Top 91               | Elvis Presley              | "Salva"                                      | LaVern Baker                   | 1      | Salva         |
| Top 7                | Inspirador                 | "People Get Ready"                           | The Impressions                | 7      | Salva         |
| Top 6                | Shania Twain               | "No One Needs to Know"                       | Shania Twain                   | 4      | Salva         |
| Top 5                | Frank Sinatra              | "Summer Wind"                                | Wayne Newton                   | 3      | Salva         |
| Top 4                | Músicas do Cinema          | Dueto "Falling Slowly" — Once com Lee DeWyze | Glen Hansard & Markéta Irglová | 3      | Salva2        |
| Top 4                | Músicas do Cinema          | Solo "I'm Alright" — Caddyshack              | Kenny Loggins                  | 5      | Salva2        |
| Top 3                | Escolha do candidato       | "Come to My Window"                          | Melissa Etheridge              | 2      | Salva         |
| Top 3                | Escolha dos jurados3       | "Maybe I'm Amazed"                           | Paul McCartney                 | 5      | Salva         |
| Top 2                | Escolha do candidato       | "Me and Bobby McGee"                         | Roger Miller                   | 2      | Segundo lugar |
| Top 2                | Escolha de Simon Fuller    | "Black Velvet"                               | Alannah Myles                  | 4      | Segundo lugar |
| Top 2                | Primeiro Single            | "Up to the Mountain"                         | Solomon Burke                  | 6      | Segundo lugar |

- ↑Note 1  Devido aos jurados terem usado o ‘salve’ deles em Michael Lynche, o Top 9 permaneceu intacto por mais uma semana.
- ↑Note 2  Apesar de Crystal Bowersox ter sido a última candidata a ser anunciada como ‘salva’ e habilitada a seguir para o Top 3, Ryan Seacrest enfatizou na Noite de Resultados do Top 4, que os candidatos seriam anunciados não seguindo “nenhuma ordem em  particular.”[10] Assim a audiência não teria como saber quem do Top 3 havia recebido o segundo menor número de votos naquela noite depois de Michael Lynche, que foi eliminado.
- ↑Note 3  Música escolhida por Ellen DeGeneres.

## Carreira Pós-Idol
Em 27 de maio de 2010, um dia após Crystal ficar em segundo lugar no Idol, foi anunciado que ela havia assinado contrato com as gravadoras de Simon Fuller,  19 Entertainment e Jive Records. Seu single "Up to the Mountain" foi lançado em estações de rádio e no iTunes.

### 2010–12:Farmer's Daughter
O primeiro álbum de Crystal, Farmer's Daughter, foi lançado nas lojas e no iTunes em 14 de dezembro de 2010.  Crystal cantou seu single "Farmer's Daughter" no The Ellen DeGeneres Show em 16 de dezembro de 2010.
Em de 7 de outubro de 2011, a RCA Music Group anunciou o fechamento da Jive Records, juntamente com a Arista Records e J Records.  Com o fechamento, os artistas vinculados a essas três gravadoras teriam o seu material lançado pela RCA Records. Entretanto, Crystal não foi uma das artistas a fazer essa transição, e ficou sem gravadora.
Ela estreou como atriz em um episódio da segunta temporada de Body of Proof.
Um EP de músicas pré-Idol, chamado Once Upon a Time..., foi lançado em junho de 2012.
Ela participou do álbum do Blues Traveler, Suzie Cracks the Whip,  fazendo segunda voz na música "I Don't Wanna Go" e cantou com eles ao vivo, em um show no dia 4 de julho de 2012, no Red Rocks Amphitheatre em Colorado.

### 2012–presente:All That for This
Em outubro de 2012, Crystal assinou contrato com a Shanachie Records.
Em 7 de janeiro de 2013, foi confirmado que o segundo álbum de estúdio de Crystal, All That for This, seria lançado em 26 de março de 2013. O álbum foi produzido por Steve Berlin, do Los Lobos, e tem participação de Jakob Dylan. Crystal lançou o primeiro single do álbum, "Dead Weight", no programa de rádio On Air with Ryan Seacrest, em 5 de fevereiro de 2013. Crystal disse a Seacrest, "Essa música significa mais para mim do que eu mesmo consigo entender."
Crystal começou uma turnê para divulgar seu álbum em 1º de março de 2013. Montë Mar foi a banda de abertura, e também banda de apoio até o dia 31 de março de 2013. Em 25 de março de 2013, Crystal apareceu no The Tonight Show with Jay Leno e cantou sua música "Movin' On" para promover seu álbum. Montë Mar foi sua banda de apoio nessa apresentação também. Foi anunciado no programa que Crystal interpretaria Patsy Cline no musical da Broadway Always, Patsy Cline, no outono de 2013. Foi anunciado em 11 de junho de 2013, que Crystal seria atração principal no Lancaster Festival, em Lancaster, Ohio, em 27 de junho de 2013.

## Discografia

### Álbuns de estúdio
| Ano  | Detalhes do álbum | Posição mais alta | Posição mais alta | Posição mais alta | Posição mais alta | Certificações  |
| Ano  | Detalhes do álbum | EUA               | EUA Rock          | EUA Digital       | CAN               | Certificações  |
| ---- | --- | ----------------- | ----------------- | ----------------- | ----------------- | -------------- |
| 2010 | Farmer's Daughter - Data de lançamento: 14 de dezembro de 2010 - Gravadora: Jive/19 - Formato: CD, download digital        | 28                | 2                 | 8                 | 90                | - EUA: 205,000 |
| 2013 | All That for This - Data de lançamento: 26 de março de 2013 - Gravadora: Shanachie Records - Formato: CD, download digital | 71                | 21                | —                 | —                 | - EUA: 8,000   |

### Álbums digitais
| Ano                                                    | Álbum | Posição mais alta | Posição mais alta | Vendas       |
| Ano                                                    | Álbum | EUA Heat          | EUA Indie         | Vendas       |
| ------------------------------------------------------ | --- | ----------------- | ----------------- | ------------ |
| 2010                                                   | Performances Favoritas da 9ª Temporada - Data de lançamento: maio de 2010 - Gravadora: 19 - Formato: download digital | 6                 | 38                | - EUA: 5,000 |
| "—" significa lançamentos que não entraram nas paradas | |                   |                   |              |

### Extended plays
| Ano  | Título              | Detalhes do EP                                                                       |
| ---- | ------------------- | ------------------------------------------------------------------------------------ |
| 2012 | Once Upon a Time... | - Lançamento: May 29, 2012 - Gravadora: independente - Formato: Download digital, CD |

### Singles
| Ano                                                    | Single                     | Posição mais alta | Posição mais alta | Álbum               |
| Ano                                                    | Single                     | EUA               | CAN               | Álbum               |
| ------------------------------------------------------ | -------------------------- | ----------------- | ----------------- | ------------------- |
| 2010                                                   | "Up to the Mountain"       | 57                | 47                | single independente |
| 2010                                                   | " Farmer's Daughter"       | —                 | 73                | Farmer's Daughter   |
| 2013                                                   | "Movin' On"                | —                 | —                 | All That for This   |
| 2013                                                   | "Coming Out for Christmas" | —                 | —                 | A ser anunciado     |
| "—" significa lançamentos que não entraram nas paradas |                            |                   |                   |                     |

### Singles digitais
| Ano                                                    | Single                            | Posição mais alta | Posição mais alta | Álbum            |
| Ano                                                    | Single                            | EUA               | CAN               | Álbum            |
| ------------------------------------------------------ | --------------------------------- | ----------------- | ----------------- | ---------------- |
| 2010                                                   | "Falling Slowly" (com Lee DeWyze) | 66                | 70                | non-album single |
| "—" significa lançamentos que não entraram nas paradas |                                   |                   |                   |                  |

## Vídeos
| Ano  | Música              | Diretor(es) |
| ---- | ------------------- | ----------- |
| 2010 | "Farmer's Daughter" | Meiert Avis |
| 2013 | "Dead Weight"       | Tiger Tiger |

## Filmografia
| Ano  | Título        | Personagem | Outras informações         |
| ---- | ------------- | ---------- | -------------------------- |
| 2011 | Body of Proof | Zoe Brant  | Episódio: "Second Chances" |

## Prêmios e indicações
| Ano  | Premiação          | Categoria                   | Resultado |
| ---- | ------------------ | --------------------------- | --------- |
| 2010 | Teen Choice Awards | Female Reality/Variety Star | Indicado  |

## Vida pessoal
Crystal e o músico Brian Walker se casaram em 10 de outubro de 2010, no Uncommon Ground Café, em Chicago, o restaurante onde o casal havia se conhecido seis anos antes, ambos se apresentando na Noite de Microfone Aberto. Foi anunciado em 6 de maio de 2013, que estavam se divorciando.